# 弗吉尼娅·埃利奥特
弗吉尼娅·埃利奥特（英語：Virginia Elliott，1955年2月1日—），旧姓霍尔盖特（Holgate）、伦（Leng），英国女子马术运动员。她曾代表英国参加1984年和1988年夏季奥林匹克运动会马术比赛，获得二枚银牌和二枚铜牌。